# Miserey-Salines
Miserey-Salines – miejscowość i gmina we Francji, w regionie Burgundia-Franche-Comté, w departamencie Doubs.
Według danych na rok 1990 gminę zamieszkiwało 2096 osób, a gęstość zaludnienia wynosiła 337 osób/km² (wśród 1786 gmin Franche-Comté Miserey-Salines plasuje się na 68. miejscu pod względem liczby ludności, natomiast pod względem powierzchni na miejscu 708.).